# Чан На Ра
Чан На Ра (кор. 장나라) — південнокорейська співачка та акторка, яка працює як у південнокорейській так і в китайській індустрії розваг з 2001 року.

## Біографія
Чан На Ра народилася 18 березня 1981 року в столиці Республіки Корея місті Сеул. Будучи старшокласниицею вона почала зніматись в рекламі, згодом На Ра вирішила побудувати кар'єру в індустрії розваг. Офіційний дебют На Ри в якості співачки відбувся у травні 2001 року, тодіж вона підписала контракт з агентством SM Entertainment. Невдовзі побачив світ її дебютний альбом First Story.

### Особисте життя
Чан На Ра походить з акторської родини. Її батько Чан Ин Кьо (більш відомий під сценічним ім'ям Чу Хо Сон) — театральний актор, режисер та продюсер. Згодом він заснував власне агентство яке займається справами На Ри. Після дебюту, На Рі вдалося досить швидко побудувати блискучу кар'єру акторки та співачки. Вже за декілька років вона стала відомою не тільки на батьківщині, а і в інших азійських країнах, зокрема в Китаї. Але щильний графік зйомок, постійні виступи та гастролі негативно відбилися на її здоров'ї. Згодом, в одному з інтервью вона розповіла що в різні часи страждала від виразки, розладів харчування та інших хвороб викликаних перевтомою та стресом. З 2014 року На Ра через проблеми зі здоров'ям вирішила припинити музичну кар'єру та зосередитись на акторській грі.

## Фільмографія

### Телевізійні серіали
| Рік  | Назва | Роль                         | Мережа       |
| ---- | --- | ---------------------------- | ------------ |
| 2001 | «Новий нонстоп» | Чан На Ра (269 серія)        | MBC          |
| 2002 | «Історія успіху яскравої дівчини» | Чха Ян Сун                   | SBS          |
| 2002 | «Моє кохання Патці» | Ян Сон Ї                     | MBC          |
| 2003 | «Привіт! Балбарі» | камео                        | KBS2         |
| 2004 | «Кохання навколо» | Чін Бо Ра                    | MBC          |
| 2004 | «Нонстоп 4» | Чан На Ра (камео, 113 серія) | MBC          |
| 2004 | «Срібне кохання» (китайський серіал) | Нара                         | CCTV         |
| 2005 | Banjun Drama «I Got Married to a Weird Woman» «My Love Mite» «Reincarnation» «And There Was Nothing» «Strange Village» «The Golden Age of Gas Man» |                              | SBS          |
| 2005 | «Моя шкодлива принцеса» (китайський серіал) | Situ Jing/Xiao Long Xia      | Guangdong Tv |
| 2005 | «Весілля» | Лі Се На                     | KBS2         |
| 2007 | «Доброго ранку Шанхай» (китайський серіал) | Ю Хао Юн                     | Hunan Tv     |
| 2010 | «Співак із залізною маскою» (китайський серіал) | Ху Ді / Hu Yin Yin           | SXTV         |
| 2011 | «Непокірний лікар» (китайський серіал) | Хе Тіан Цінь                 | CTV          |
| 2011 | «Красуня з дитячім лицем» | Лі Со Йон                    | KBS2         |
| 2012 | «Іподром» (китайський серіал) | Матсуно Акіко                | CCTV         |
| 2012 | «Школа 2013» | Чон Ин Чже                   | KBS2         |
| 2013 | «Червоний паланкін» (китайський серіал) | Цяо Ліжень                   | Huzhou TV    |
| 2014 | «Ти моя доля» | Кім Мі Йон                   | MBC          |
| 2014 | «Старе прощання» (фестівальна драма) | Хан Че Хї                    | MBC          |
| 2014 | «Містер Бек» | Ин Ха Су                     | MBC          |
| 2015 | «Однокрилий орел» (китайський серіал) | Джан Ланьфан (камео)         | CCTV         |
| 2015 | «Я пам'ятаю тебе» | Чха Чі Ан                    | KBS2         |
| 2016 | «Ще один щасливий кінець» | Хан Мі Мо                    | MBC          |
| 2017 | «Гідне подружжя» | Ма Чін Чжу                   | KBS2         |
| 2018 | «Остання імператриця» | О Сан Ні                     | SBS          |
| 2019 | «VIP» | На Чон Сан                   | SBS          |
| 2020 | «О моя крихітка» | Чан На Рі                    | tvN          |
| 2021 | «Продай свій будинок з привидами» | Хон Чі А                     | KBS2         |